# Zakučac (Omiš)
Zakučac je selo u omiškom zaleđu, u porječju rijeke Cetine, na čijem mjestu je napravljena hidroelektrana Zakučac.
Tamošnji zaselci su nakon izgradnje postali upravne zgrade odnosno prostorije za radionice od hidroelektrane.
Dio sela, Zakučac (ruralna cjelina), vodi se kao nepokretno kulturno dobro - kulturno-povijesna cjelina, pravna statusa zaštićena kulturnog dobra, klasificirano kao "kulturno-povijesna cjelina".

## Stanovništvo
| broj stanovnika | 113   | 132   | 144   | 156   | 180   | 184   | 176   | 228   | 218   | 206   | 1045  | 259   | 181   | 159   | 153   | 148   | 156   |
|                 | 1857. | 1869. | 1880. | 1890. | 1900. | 1910. | 1921. | 1931. | 1948. | 1953. | 1961. | 1971. | 1981. | 1991. | 2001. | 2011. | 2021. |

## Poznate osobe
- Roditelji sv. Leopolda Mandića su podrijetlom iz Zakučca; zaselak Mandići je postojao do izgradnje hidroelektrane, a kuće iz tog zaselka danas su dijelom gospodarskog objekta HE Zakučac.
- Jure Kaštelan, hrvatski književnik rođen je i odrastao u Zakučcu koji je bio i inspiracija mnogim njegovim djelima.
- don Marin Mandić, hrv. rimokatolički svećenik, salezijanac, spisatelj i misionar u Meksiku

## Vanjske poveznice
- Zakučac
- Živi' će nam ime makar granu sikli Reportaža Glas Koncila  Arhivirana inačica izvorne stranice od 15. srpnja 2007. (Wayback Machine)